# Colin Vyvyan O'Neil McNabb
Colin Vyvyan O'Neil McNabb, britanski general, * 1904, † 1943.